# Pyrenese berghond
De Pyrenese berghond (ook bekend als pastou of patou) is een hondenras dat afkomstig is uit de Franse Pyreneeën.

## Geschiedenis
De Pyrenese berghond werd voor het eerst in de 15de eeuw genoemd. Toen diende hij als waakhond voor de kastelen in de Pyreneeën. Hij deed ook dienst als bewaker van schaapskudden. In de 21ste eeuw wordt het dier ingezet in de Franse Alpen bij het beschermen van de kudden tegen wolven. Men laat de pups geboren worden in de schaapskooi, zodat ze zich deel van de kudde voelen. Het oorspronkelijke beschermingsinstinct is ook door het fokken voor gebruik als gezelschapshond niet verloren gegaan.
De mastín del Pirineo die afkomstig is van de Spaanse kant van de Pyreneeën, verschilt niet veel van de Franse Pyrenese berghond, maar er is geen gezamenlijke standaard.
In Groot-Brittannië en de Verenigde Staten worden afwijkende typen Pyrenese berghonden gefokt. Dit heeft te maken met het feit dat in de Tweede Wereldoorlog een groot aantal honden naar die landen zijn overgebracht.

## Uiterlijk
De hond heeft een dikke en halflange vacht. De onderwol is dicht en fijn, de bovenvacht daarentegen dik en ruw. De haren rond de nek vormen manen. Aan de staart en de poten is het haar iets langer. De kleur van de vacht is altijd wit, met of zonder aftekeningen. De aftekeningen kunnen lichtgrijs, lichtgeel, tankleurig of wolfsgrijs zijn en komen ter hoogte van de kop, de oren en aan de staartbasis voor. De (gekleurde) tekeningen worden ook wel platen of stempels genoemd. De dubbele vacht heeft veel verzorging nodig. 
De Pyrenese berghond is groot en robuust. Hij moet eerder lang dan hoog zijn. Reuen bereiken een schofthoogte van 80 cm. Hij heeft een rechte en gespierde rug. De borst is breed en diep. De kop is groot en V-vormig met kleine, driehoekige en vlak aanliggende hangoren. De ogen zijn donkerbruin en amandelvormig, de neus is altijd zwart. De dichtbehaarde staart staat in een boog over de rug.
Het ras is een van de weinige met standaard een dubbele hubertusklauw. Andere zijn bijvoorbeeld de briard, de beauceron en de Anatolische herder.

## Karakter
De Pyrenese berghond is, als hij goed wordt opgevoed, een passende gezinshond en kindervriend. Hij dient met veel geduld en liefde grootgebracht te worden. De hond is niet af te richten tot volgzaam dier zoals een herdershond. Het zijn honden die gewend zijn om zelfstandig hun weg te gaan. Zowel fysiek als mentaal wordt hij traag volwassen, tussen de twee en drie jaar is daarvoor nodig. Het dier is waaks en intelligent maar kan behoorlijk eenkennig zijn. Veel aandacht voor een zorgvuldige socialisatie is van groot belang.
Bij goede verzorging kan het ras tamelijk oud worden. De gemiddelde leeftijd ligt op acht jaar met uitschieters tot twaalf en dertien jaar.